# Özer Hurmacı
Özer Hurmacı (Kassel, Alemania, 20 de noviembre de 1986) es un exfutbolista turco de origen alemán que jugaba de centrocampista. 

## Selección nacional
Fue internacional con la selección de fútbol de Turquía en dos ocasiones.

## Clubes
| Club                  | País    | Año       |
| --------------------- | ------- | --------- |
| Ankaraspor            | Turquía | 2005-2009 |
| Keçiörengücü (cedido) | Turquía | 2005-2006 |
| Fenerbahçe S. K.      | Turquía | 2009-2012 |
| Kasımpaşa S. K.       | Turquía | 2012-2015 |
| Trabzonspor (cedido)  | Turquía | 2014-2015 |
| Trabzonspor           | Turquía | 2015-2016 |
| Akhisar Belediyespor  | Turquía | 2016-2017 |
| Osmanlıspor F. K.     | Turquía | 2017-2018 |
| BB Erzurumspor        | Turquía | 2018-2019 |
| Sivasspor             | Turquía | 2019      |
| Bursaspor             | Turquía | 2019-2021 |

## Palmarés

### Títulos nacionales
| Título               | Club             | País    | Año  |
| -------------------- | ---------------- | ------- | ---- |
| Supercopa de Turquía | Fenerbahçe S. K. | Turquía | 2009 |
| Superliga de Turquía | Fenerbahçe S. K. | Turquía | 2011 |
| Copa de Turquía      | Fenerbahçe S. K. | Turquía | 2012 |